# Portiokappe

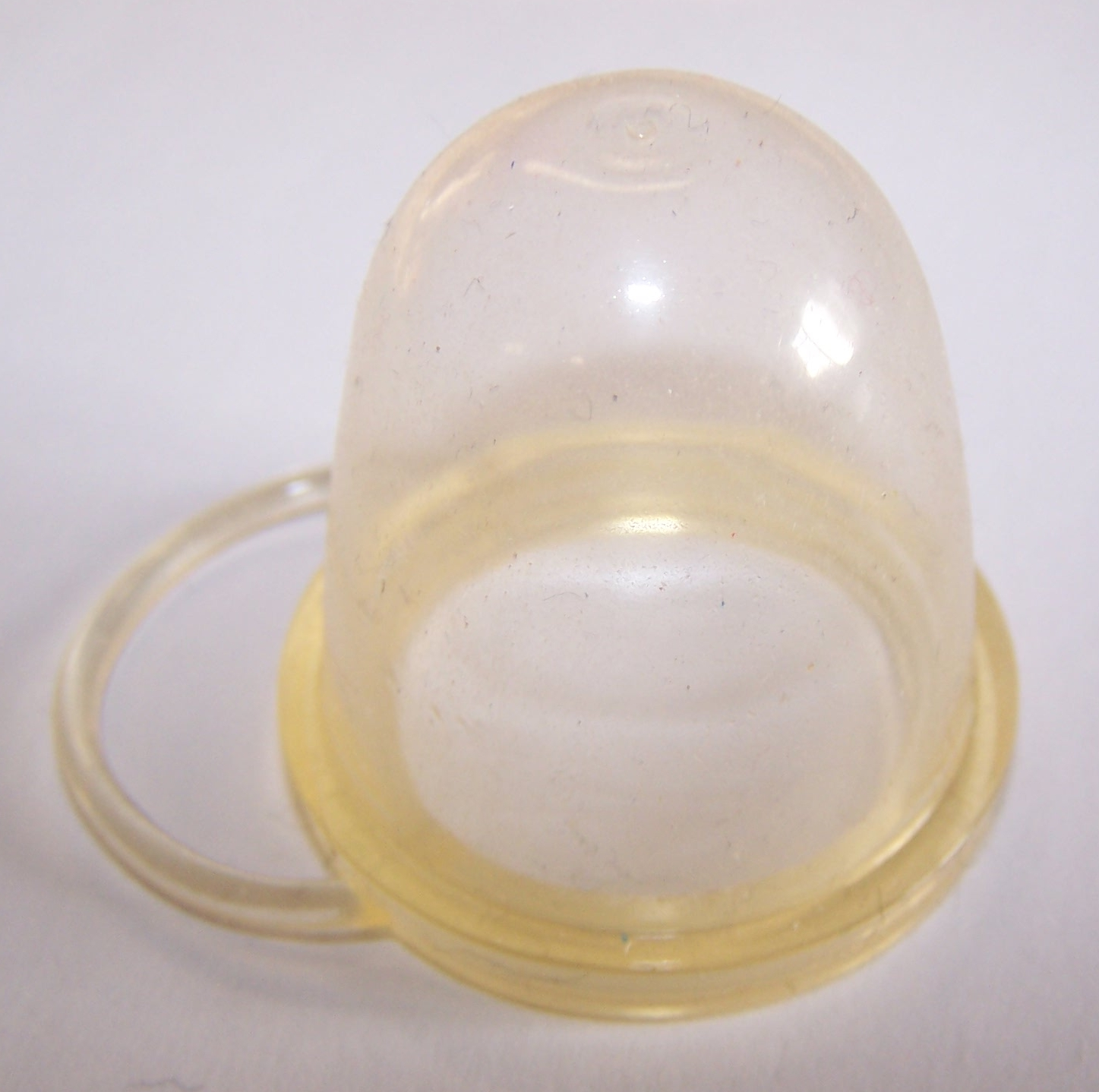
Portiokappe

Prinzip der Verhütung mit Portiokappe

Die Portiokappe ist eine Barriereverhütungsmethode für Frauen. Sie wird zu diesem Zweck vor dem Geschlechtsverkehr wie ein Verschluss über den Muttermund (Portio vaginalis uteri) gestülpt. Ihre Platzierung kann unter Aufsicht eines Frauenarztes geübt werden.
Eine Portiokappe besteht, ebenso wie das Diaphragma, aus Silikon. Es gibt sie von verschiedenen Herstellern und in verschiedenen Größen. Der Muttermund ragt etwa 3 cm weit in die Scheide hinein und ist nicht bei allen Frauen gleich. Damit die Portiokappe gut und sicher sitzt, muss individuell die richtige Größe bestimmt werden. Dies können Frauenärzte, Hebammen oder Fachleute in Frauengesundheitszentren oder bei Organisationen wie pro familia durchführen.
Die Portiokappe wird von der Frau vor dem Geschlechtsverkehr eingesetzt und frühestens acht Stunden danach entfernt. Zusätzlich wird innen und außen ein Gel mit einem Spermizid aufgetragen. Anders als Kondome bieten Portiokappen keinen Schutz vor sexuell übertragbaren Krankheiten. Portiokappen sind ungeeignet für Frauen, die eine geneigte oder geknickte Gebärmutter haben.

## Sicherheit
Die Portiokappe ist eher für Frauen vor der Geburt eines Kind geeignet, bei Ergänzung mit einem spermizighaltigen Gel beträgt der Pearl-Index für sie etwa 6 bis 14. Verschiedene Hersteller von Portiokappen geben für ihre Produkte einen Pearl-Index mit Werten zwischen 4 und 8 an, das wäre vergleichbar mit einem Kondom, welches einen Pearl-Index zwischen 2 und 12 besitzt. Für Mütter gilt die Verhütungsmethode dagegen als weit weniger sicher, nach der Geburt eines Kindes steigt der Pearl-Index auf etwa 29.

## Nebenwirkungen
Portiokappen bestehen aus Silikon, das Material gilt, im Gegensatz zu Latex, als gut verträglich. Der in vielen Spermizid-Gelen enthaltene Wirkstoff Nonoxynol-9 kann aber die Schleimhäute reizen und schmeckt zudem bitter. Es bietet sich an, stattdessen auf Gels mit Spermiostatika auszuweichen, deren Wirkstoff besteht entweder aus Milchsäure oder Zitronensäure und ist besser verträglich.

## Verwendung zur Insemination
Genau wie das Diaphragma kann die Portiokappe auch genau zum umgekehrten Zweck verwendet werden und eine Schwangerschaft befördern, nämlich dann, wenn statt spermatötender Substanzen das Sperma selbst dort platziert wird, das von dort aus besonders sicher seinen Weg in die Gebärmutter findet. Diese Art der Nutzung kommt vor allem bei der privaten künstlichen Insemination durch einen Spender zur Anwendung.